# Giou-de-Mamou

Giou-de-Mamou este o comună în departamentul Cantal, Franța. În 1 ianuarie 2022 avea o populație de 736 de locuitori.